# Tocqueville-en-Caux
 Tocqueville-en-Caux  es una población y comuna francesa, en la región de Alta Normandía, departamento de Sena Marítimo, en el distrito de Dieppe y cantón de Bacqueville-en-Caux.

## Demografía
| 195 | 174 | 124 | 132 | 119 | 129 |
| Para los censos de 1962 a 1999 la población legal corresponde a la población sin duplicidades (Fuente: INSEE [Consultar]) |     |     |     |     |     |